# Juliana Cassataro
Juliana Cassataro es una bióloga, inmunóloga e investigadora argentina, conocida por liderar el desarrollo de la vacuna argentina contra el COVID-19 ArVac.

## Biografía
Juliana Cassataro nació en 1974. Junto a su hermana Rosana estuvieron secuestradas 46 días desde el 6 de diciembre de 1977, cuando su papá y su mamá, Héctor y Alicia, fueron desaparecidos por fuerzas conjuntas de seguridad en Tres de Febrero. Las encontró su tío abuelo en la Casa del Niño, en La Plata. Él buscaba a su nieto Arturo, también desaparecido y las encontró de casualidad. Entonces sus abuelos paternos Juana y Juan Cassataro las llevaron vivir con ellos a Olavarría. Dos años después se mudaron a Mar del Plata. Además de sus padres, también fueron desaparecidos su tío paterno y su esposa, su tía materna y su marido, así como una prima de la mamá y su esposo.
Estudió la licenciatura en Ciencias Biológicas en la Universidad Nacional de Mar del Plata y se doctoró en Inmunología en la Universidad de Buenos Aires. Actualmente se desempeña como investigadora principal del CONICET y profesora asociada en la Universidad Nacional de San Martín (UNSAM). Además, es secretaria de investigación y transferencia de la Escuela de Bio y Nanotecnologías (EByN) y vicedirectora de la unidad ejectura del CONICET en el Instituto de Investigaciones Biotecnológicas (IIB) de la UNSAM.
A lo largo de su carrera científica, ha centrado su trabajo en el estudio de la inmunología y las enfermedades infecciosas, con especial énfasis en el desarrollo de vacunas. Su investigación ha contribuido a innovaciones relevantes, como el diseño de nuevas formulaciones, herramientas y conceptos aplicables a intervenciones inmunológicas.
Actualmente lidera un grupo de investigación en inmunología, enfermedades infecciosas y vacunas en el Instituto de Investigaciones Biotecnológicas (IIBIO). Se ha destacado por su labor docente y de formación de recursos humanos, dirigiendo tesistas de grado, doctorado y posdoctorado. Ha publicado artículos científicos y es coautora de tres patentes internacionales concedidas.

## Investigaciones destacadas

### Vacunas contra la brucelosis
En las etapas iniciales de su carrera, orientó su investigación al desarrollo de vacunas contra la brucelosis, estudiando la interacción huésped-Brucella y la inmunidad de mucosas. Este trabajo permitió identificar nuevos antígenos capaces de inducir respuestas inmunes robustas, lo que se tradujo en publicaciones científicas, una patente internacional y el premio de GALVmed para avanzar en el desarrollo de una vacuna en rumiantes.

### Adyuvantes innovadores: inhibidores de proteasas bacterianas
Desde 2010, amplió su investigación al uso de proteínas bacterianas como adyuvantes para mejorar las respuestas inmunes, tanto en vacunas mucosales como parenterales. Su equipo demostró el potencial de U-Omp19, un inhibidor de proteasas derivado de Brucella abortus, como componente inmunoestimulante. Este trabajo fue financiado por diversas fuentes nacionales e internacionales, incluyendo tres becas de la Fundación Bill & Melinda Gates (BMGF). En 2014, se convirtió en la primera investigadora sudamericana en recibir la fase 2 del programa Grand Challenges Explorations.
También recibió financiamiento del programa Trust in Science de GlaxoSmithKline (GSK), a través del cual se identificaron tres nuevos inhibidores de proteasas bacterianas con potencial adyuvante. Aunque los inhibidores de proteasas son ampliamente utilizados en tratamientos, su aplicación como adyuvantes en vacunas fue introducida por primera vez en este contexto por su grupo de investigación. Este enfoque innovador derivó en publicaciones científicas y dos patentes internacionales concedidas.

### ARVAC: primera vacuna argentina contra COVID-19
En 2020, lideró el desarrollo de ArVac Cecilia Grierson, una vacuna de subunidad recombinante adaptada a variantes de SARS-CoV-2. El proyecto fue impulsado por la iniciativa IP COVID-19 del Ministerio de Ciencia, Tecnología e Innovación y se desarrolló en colaboración con el laboratorio LPC. Cassataro supervisó el diseño de la formulación, el escalado, la producción bajo normas GMP, los ensayos preclínicos y clínicos, y la presentación ante autoridades regulatorias.
ARVAC completó exitosamente las fases 1 y 2/3 de ensayos clínicos, con la participación de más de 500 profesionales de 20 instituciones públicas y privadas. Fue aprobada como vacuna de refuerzo para personas mayores de 18 años y comenzó a distribuirse en farmacias y centros de vacunación de Argentina. Es la primera vacuna contra enfermedades infecciosas desarrollada y aprobada completamente en el país, y la primera de origen sudamericano en alcanzar ese estatus durante la pandemia.

## Reconocimientos

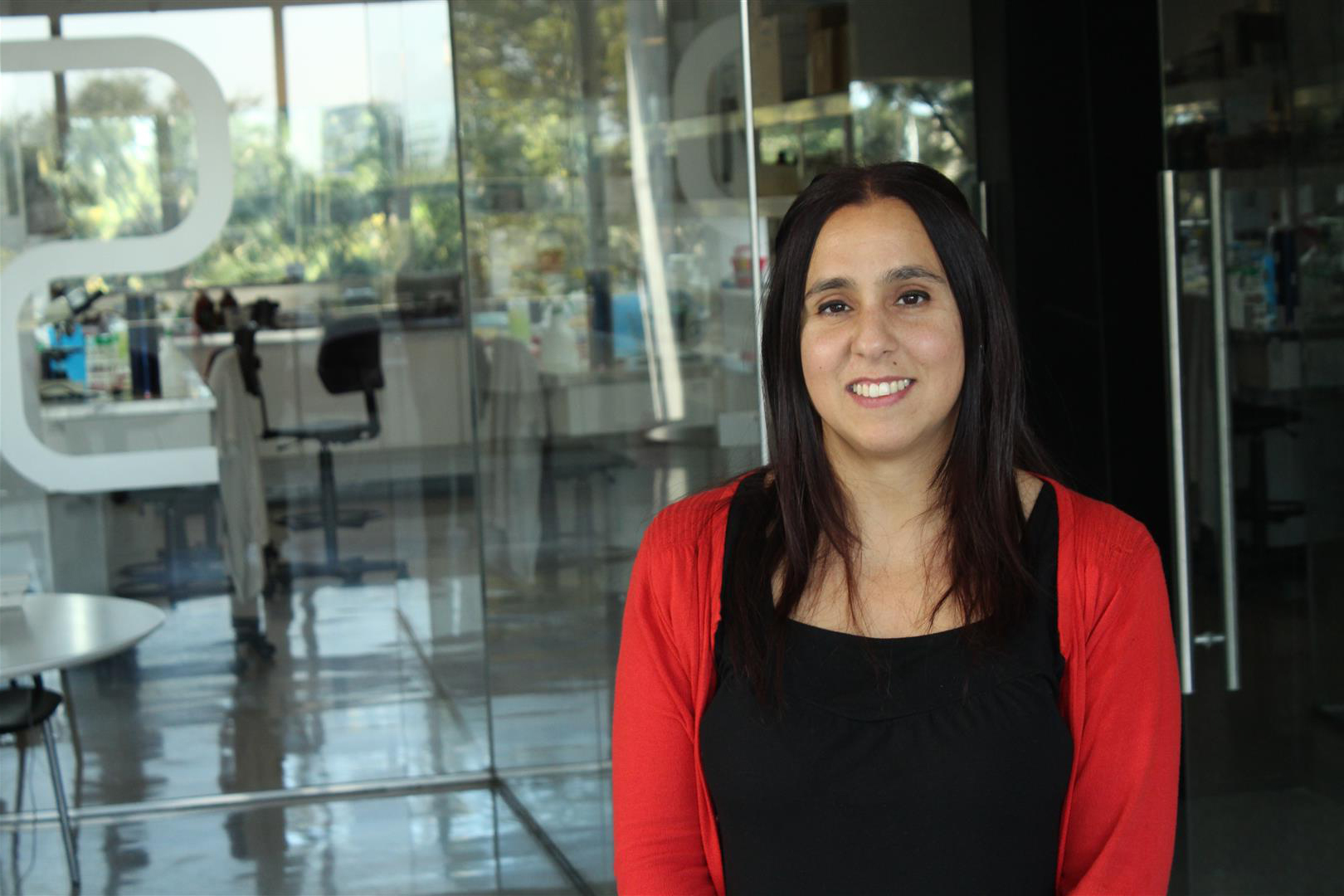
Juliana Cassataro en el Instituto de Investigaciones Biotecnológicas de la UNSAM (IIB-UNSAM), 2014.

Juliana Cassataro ha liderado múltiples proyectos nacionales e internacionales, generando propiedad intelectual y promoviendo la transferencia tecnológica para el desarrollo de vacunas. 
Por su trayectoria, ha recibido múltiples distinciones, entre ellas:
- Premio Fundación Bunge y Born para Jóvenes Científicos en Medicina Experimental (2014)[16]
- Premio Houssay (2017)[17]
- Premio Democracia en Ciencia y Tecnología (2021)[18]
- Premio Konex en Ciencia y Tecnología (2023)[19]
- Premio Nacional L'Oréal-UNESCO “Por las Mujeres en la Ciencia” (2023)[20]
- Premio Women in Science de la Asociación Latinoamericana de Inmunología (2024)